# لاربوچ
لاربوچ (به اسپانیایی: Arbós) یک منطقهٔ مسکونی در اسپانیا است که در بایکس پنس واقع شده‌است. لاربوچ ۱۴٫۱ کیلومتر مربع مساحت دارد.